# Holländer (Fahrzeug)

Holländer mit Kurbelschwinge

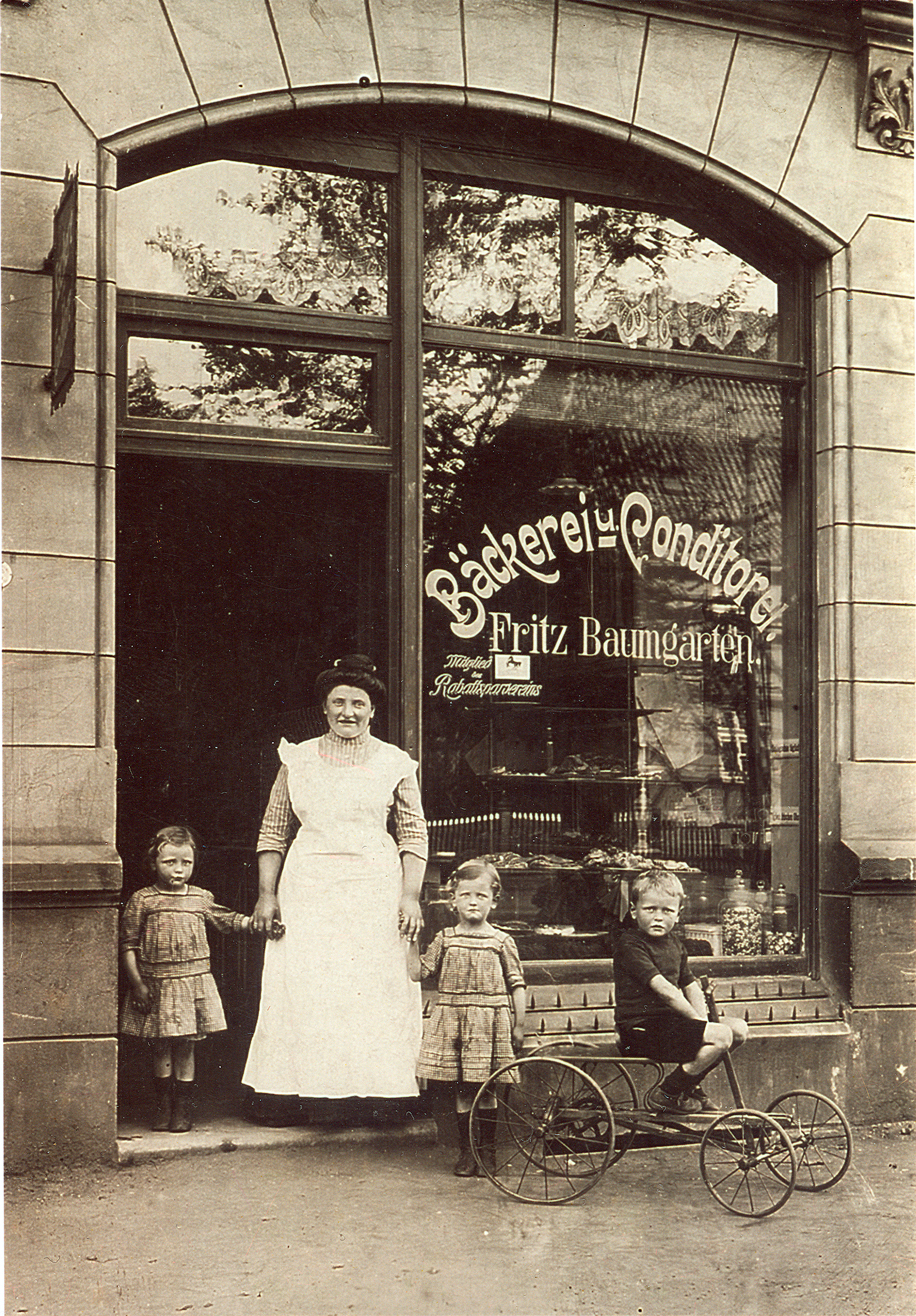
Kinder mit einem Holländer in Stöcken (um 1912)

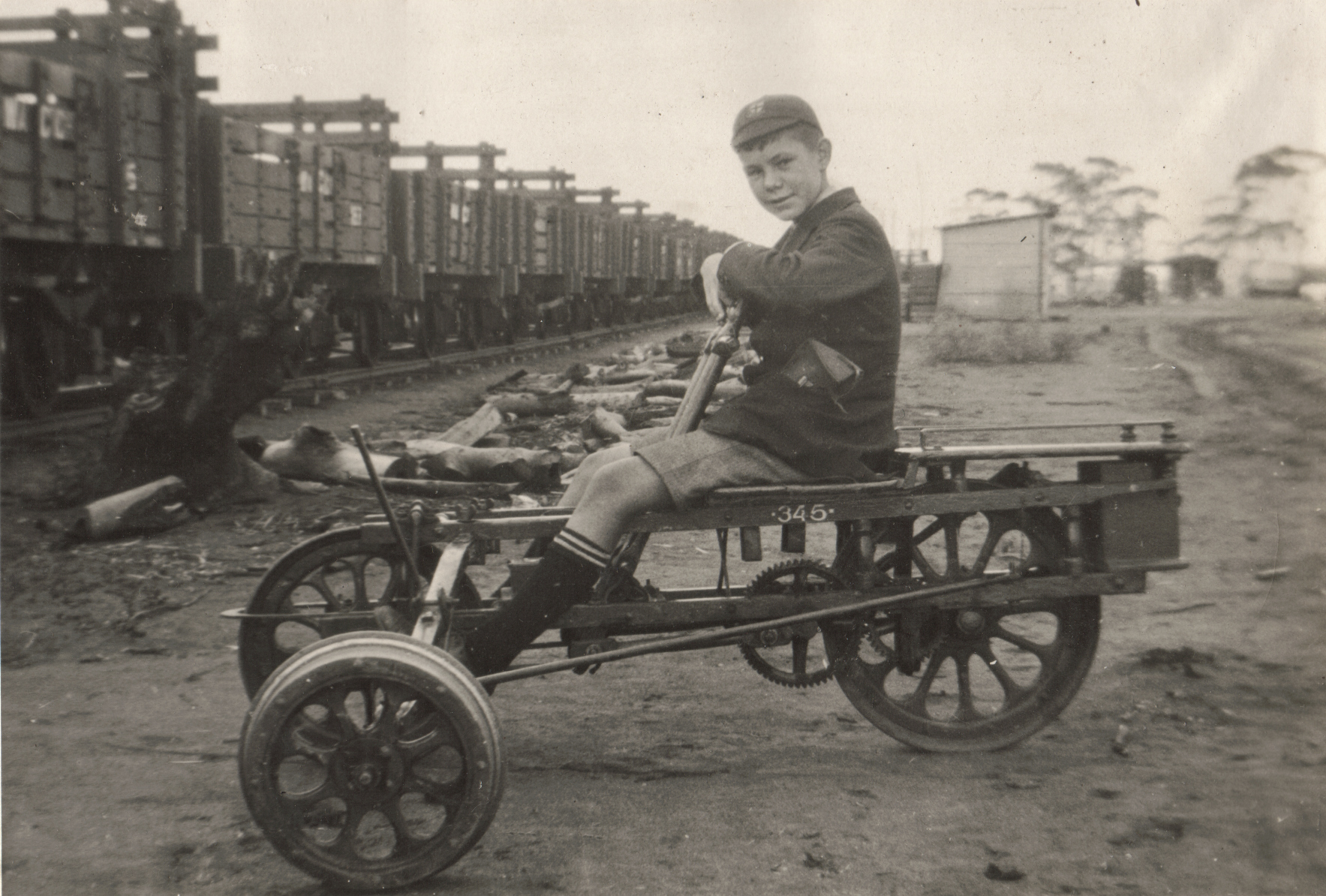
Diese dreirädrige (zweispurige) Eisenbahn-Draisine mit Kurbelschwinge arbeitet mit dem gleichen Funktionsprinzip wie der Holländer (1928)

Ein Holländer ist ein muskelkraftbetriebenes Fahrzeug für Kinder. Es ist ein Bewegungsspielzeug für Jungen und Mädchen ab etwa 4 Jahren, das die Bewegungskoordination trainiert.

## Geschichte
Holländer waren bis in die 1950er-Jahre weit verbreitet, wurden dann durch Tretautos und ähnliche Fahrzeuge fast verdrängt und erleben heute wieder eine bescheidene Auferstehung.
Im Jahr 1982 gab es ein Plastikspielzeug mit dem Namen „Der rasante Holländer“ in Kinder-Überraschungs-Eiern, welches das Funktionsprinzip des Holländers zeigt.

## Aufbau
Der Holländer kann als drei- oder vierrädriges Fahrzeug gebaut sein. Als Basis für das Spielfahrzeug wird ein Fahrgestell aus Metall oder aus Holz benutzt. Einige Gefährte haben auch eine Schleifbremse, eine Rückenlehne sowie Luftbereifung. Es gibt auch Ausführungen als Tandem-Holländer mit zwei Deichseln für zwei Kinder.

## Lenkung
Gelenkt wird das Gefährt mit den Füßen an der Vorderachse. Wenn bei einer dreirädrigen Variante vorne nur ein einziges Vorderrad existiert, dann ist die Achse dieses Rades verlängert und dient als Fußraste, ähnlich der Achsenverlängerungen (sogenannte Pegs) bei BMX-Rädern.

## Antrieb
Der Hinterradantrieb erfolgt über eine Art Deichsel, die mit den Armen vor und zurück bewegt wird, welche dadurch über ein Gestänge oder eine Kette auf das Hinterrad wirkt.

### Kurbelschwinge
Ist der Antrieb mit einer Kurbelschwinge ausgeführt, muss die Deichsel kontinuierlich bewegt werden. Diese Antriebsart lässt ein Vorwärts- und Rückwärtsfahren zu. Nachteil dabei ist der Totpunkt dieser Mechanik, der dazu führt, dass das Fahrzeug sich in dieser Position nicht bewegen lässt und man es kurz anschieben muss, um über den Totpunkt hinwegzukommen. Bei hohen Geschwindigkeiten (z. B. Bergabfahrten) wurde diese Art des Koppelgetriebes teilweise unbeherrschbar durch das ständige Hin- und Herbewegen der Deichsel, was auch zu einer erhöhten Verletzungsgefahr führte.
Eine besondere Bauform des Holländers aus den 1950er ist der „Cyclo Skiff“ von der Firma Nyon VD aus der Schweiz, mit dem Geschwindigkeiten von über 20 km/h erreicht wurden. Bei diesem Fahrgerät mussten zwei Griffe gleichzeitig bewegt werden.
2012 wurde beim Designpreis der Bundesrepublik Deutschland eine Diplomarbeit eingereicht, die einen dreirädrigen Holländer mit Kurbelschwinge vorgestellt, der über eine Kupplung und Freilauf verfügt, was den größten Nachteil dieser Bauform eliminiert.

### Kettengetriebe
Eine andere Möglichkeit bietet der Kettenantrieb mit Freilauf. Diese Antriebsform wurde in ähnlicher Form von der Firma Steiff mit dem Ruderrenner eingeführt und im Holländer weiterentwickelt. Hierbei wird die Deichsel ähnlich wie bei einem Ruderergometer für die Vorwärtsbewegung an den Körper herangezogen. Die Fahrradkette ist an einem Ende mit der Deichsel verbunden und verläuft über das Kettenrad auf der Hinterachse. Das andere Ende der Kette wird mit einer Zugfeder verbunden, so dass bei dem Vorwärtsbewegen der Deichsel die Kette zurückgezogen wird.
Diese Antriebsart kennt keinen Totpunkt der Mechanik und eignet sich besonders für längere Fahrten, da man das Gefährt rollen lassen kann, ohne die Deichsel bewegen zu müssen. Ein Rückwärtsfahren ist bei dieser Antriebsart nur durch manuelles Schieben des Gefährts möglich.